# Onze-Lieve-Vrouw van Smartenkapel (Wieze)

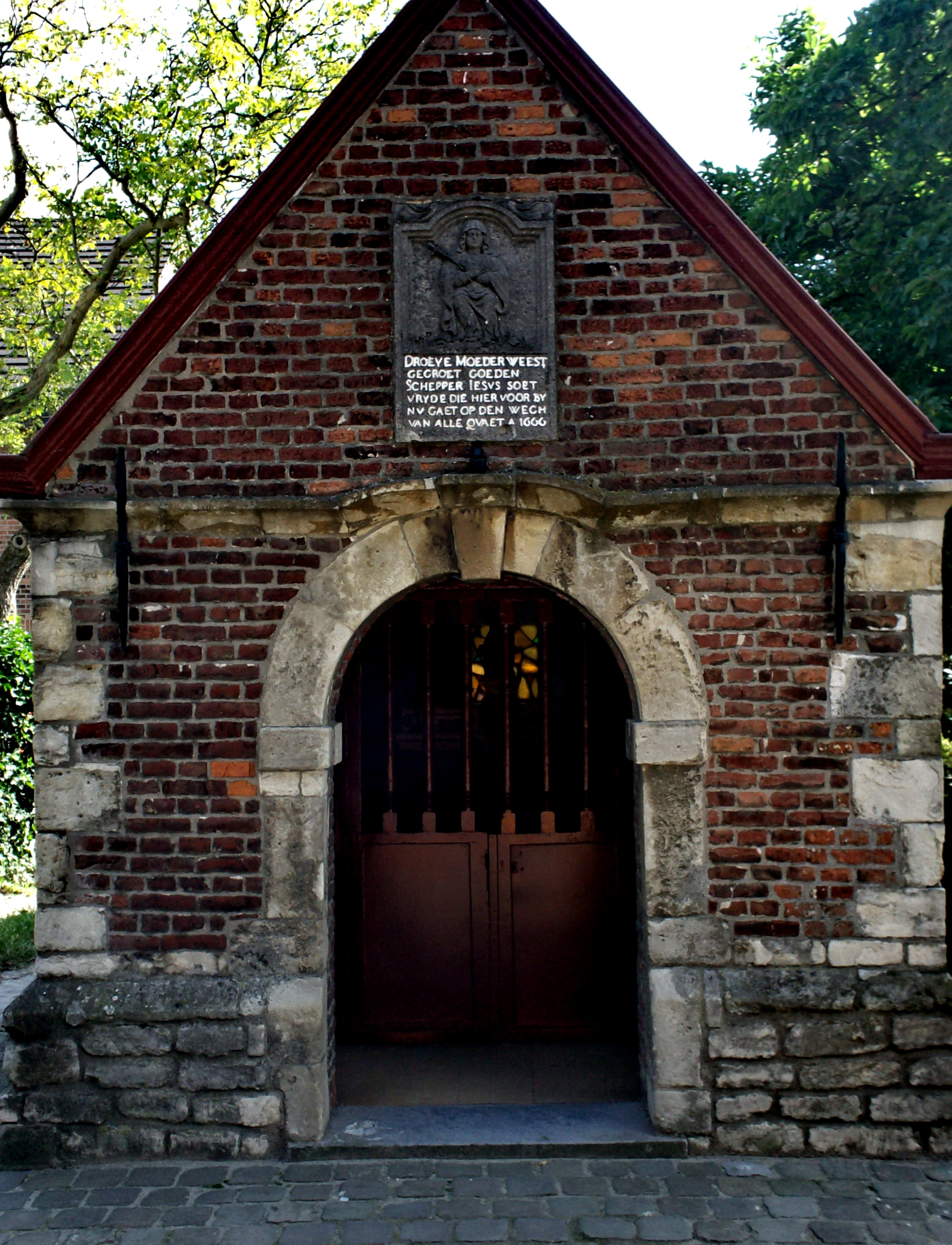
Onze-Lieve-Vrouw van Smartenkapel

De Onze-Lieve-Vrouw van Smartenkapel is een kapel in de tot de Oost-Vlaamse gemeente Lebbeke behorende plaats Wieze, gelegen aan de Kapittelstraat.

## Geschiedenis
Al in 1662 moet op deze plaats een wegkapel hebben gestaan. Een gevelsteen in de voorgevel toont de tekst: Droeve Moeder weest gegroet, goeden Schepper Jesus soet, vryde die hier voorby nu gaet, op den wegh van alle quaet, A 1666.
De kapel werd in 1959 afgebroken en met het afbraakmateriaal weer herbouwd in de oorspronkelijke staat.

## Gebouw
De kapel op rechthoekige plattegrond is uitgevoerd in baksteen en zandsteen, welk laatste materiaal voor omlijstingen, hoekblokken en dergelijke werd gebruikt. De kapel bezit een grafsteen van een geestelijke uit 1772. Het interieur wordt overkluisd door een tongewelf. De kapel bezit twee glas-in-loodramen, vervaardigd door Frans van Immerzeel.